# Angela Karasch
Angela Karasch (* 1949 in Göttingen) ist eine deutsche Bibliothekarin.

## Werdegang
Angela Karasch studierte Romanistik, Geschichte, Linguistik und Kunstgeschichte und wurde 1981 an der Universität Düsseldorf bei Peter Wunderli promoviert. Seit 1980 absolvierte sie als Bibliotheksreferendarin an der Universitätsbibliothek Freiburg die Ausbildung für den höheren Bibliotheksdienst und legte 1982 hierfür die Fachprüfung am Bibliothekar-Lehrinstitut des Landes Nordrhein-Westfalen ab. Nach einer kürzeren Tätigkeit an der Universitätsbibliothek Dortmund (1982 bis 1984) war sie an der Universitätsbibliothek Freiburg als Fachreferentin für Architektur- und Kunstgeschichte und Buchwesen sowie Leiterin der Historischen Sammlungen tätig. 2016 trat sie in den Ruhestand.

## Veröffentlichungen (Auswahl)
- mit Peter Wunderli, Karola Benthin: Intonationsforschung. Kritische Bilanz und Versuch einer Synthese (= Tübinger Beiträge zur Linguistik Bd. 92). Narr, Tübingen 1978, ISBN 3-87808-092-1.
- Passiv und passivische Diathese im Französischen und Deutschen (= Studia Romanica et linguistica Bd. 14). Lang, Frankfurt am Main, Bern 1982, ISBN 3-8204-7031-X (= Dissertation).
- Der Carl-Schäfer-Bau der Universitätsbibliothek Freiburg (1895–1903) (= Schriften der Universitätsbibliothek Freiburg im Breisgau Bd. 9). Freiburg 1985
- (Digitalisat).
- Illustrierte Moderne in Zeitschriften um 1900. Katalog zur Ausstellung der Universitätsbibliothek Freiburg i. Br., 15. Juli bis 31. August 2005. Freiburg 2005
- (Digitalisat).
- Ida Köhne (1907–2005). Ihr künstlerischer Nachlass in der Universitätsbibliothek Freiburg (= Schriften der Universitätsbibliothek Freiburg im Breisgau Bd. 29). Freiburg i. Br. 2009, ISBN  978-3-928969-37-6 (Digitalisat).
- Erfolgreich recherchieren – Kunstgeschichte. De Gruyter Saur, Berlin 2013, ISBN 978-3-11-027120-1.